# Камаев, Николай Васильевич
Никола́й Васи́льевич Кама́ев (2 мая 1925, Шугурово, Ульяновская губерния — 6 апреля 2004, Саранск) — советский хозяйственный, государственный и политический деятель, председатель колхоза имени Калинина Большеберезниковского района Мордовской АССР. Герой Социалистического Труда (8.04.1971).

## Биография

### Ранняя биография
Родился 2 мая 1925 года в селе Шугурово Ардатовского уезда Симбирской губернии, ныне Большеберезниковского района Республики Мордовия, в крестьянской семье. Эрзя. 
Его отец в довоенные годы работал председателем колхоза в родном селе. В 1939 году окончил 7 классов школы в родном селе.

### В Великую Отечественную войну
Трудовую деятельность начал учетчиком в полеводческой бригаде колхоза им. Калинина.
В 17 лет в декабре 1942 года был призван в Красную Армию Большеберезовским райвоенкоматом. Военную подготовку прошел в запасном полку в городе Слободской (Кировская область), затем был курсантом снайперской школы. В действующей армии с ноября 1944 года. Воевал на 1-м Белорусском фронте, весь короткий боевой путь прошел втоматчиком-помощником командира расчёта пулемёта в пулроте 2-го мсб  57-й (с декабря 1944 года – 33-й гвардейской) мотострелковой бригады. В январе 1945 года в боях за город Торн (Торунь, Польша) был ранен, до победы лечился в госпитале.

### После войны
После войны продолжил службу в армии, в Северной группе войск. Прошел подготовку на командира танкового орудия в 17-м отдельном учебном танковом полку, службу проходил на танкоремонтной базе мастером, заведующим делопроизводством хозчасти. В апреле 1949 года демобилизован.
Вернулся в родное село Шугурово. Поступил работать заместителем председателя сельпо, с января 1950 года – председателем сельпо. С марта 1953 года – заместитель председателя колхоза. В ноябре 1954 года окончил годичные курсы Мордовской средней сельскохозяйственной школы по подготовке председателей колхозов. Продолжил работать в колхозе.
В марте 1955 года был избран председателем колхоза имени Калинина. На тот момент колхоз имел большую задолженность государству, низкую урожайность зерновых, низкие надои молока, малое количество техники, нехватка кормов и, конечно, низкую оплату труда. Совместными усилиями председателя, бригадиров и рядовых колхозников удалось поднять урожайность полей, повысить надои коров и сделать много другой работы; хозяйство пошло в гору.
В 1967 году колхоз достиг лучших результатов в Большеберезниковском районе, за что был награжден первым в республике высшим орденом страны - орденом Ленина.

### Трудовой подвиг
Большое внимание в колхозе председатель уделял внедрению научной организации труда (НОТ) особенно в животноводстве. На молочно-товарной ферме впервые в республике внедрили молокопровод. На механизацию животноводства в 1968 году израсходовано 40 тысяч рублей. Урожайность в колхозе стала 20-22 центнера с гектара против 8 ц в 1955 году. Картофеля собирали тогда более 2000 тонн ежегодно. С каждым годом увеличивались объемы продаж государству мяса и молока, росло поголовье скота. Был построен свиноводческий комплекс на 500 тонн свинины. Увеличилось количество техники: 39 гусеничных тракторов, 14 комбайнов, 13 автомобилей.
В колхозе на тот период работало до 700 человек. Председатель большое внимание уделял привлечению молодежи, подготовке специалистов для колхоза. В 1969 году в колхозе им Калинина впервые в Мордовии прошло мероприятие "Всем классом в колхоз". Потом это движение старшеклассников проводилось на республиканском уровне. В 1970 году 29 колхозных стипендиатов учились в вузах Саранска. Специалисты возвращались работать в родной колхоз.
Указом Президиума Верховного Совета СССР от 8 апреля 1971 года за выдающиеся успехи, достигнутые в развитии сельскохозяйственного производства и выполнении пятилетнего плана продажи государству продуктов земледелия и животноводства Камаеву Николаю Васильевичу присвоено звание Героя Социалистического Труда с вручением ордена Ленина и золотой медали «Серп и Молот».
Успешно руководил хозяйством до выхода на пенсию в 1980 году.
В 1981 году переехал в столицу республики - город Саранск. В мае 1981 года вернулся к работе, поступил в управление «Мордовавтодор» инженером по гражданской обороне, председателем профкома. С 1988 года трудился в объединении «Мордовстройтранс» начальником сельскохозяйственного отдела, заместителем начальника.
Избирался депутатом Верховного Совета РСФСР, депутатом Верховного совета Мордовской АССР.
Жил в городе Саранск. Скончался 6 апреля 2004 года.

## Награды
- Золотая медаль «Серп и Молот» (08.04.1971)
- Орден Ленина (08.04.1971)
- Орден Отечественной войны II степени (11.03.1985)[1]

- Медаль «За боевые заслуги»  (2.10.1945)[2]
- Медаль «В ознаменование 100-летия со дня рождения Владимира Ильича Ленина» (6 апреля 1970)
- Медаль «За трудовое отличие» (24.12.1965)
- Медаль «За победу над Германией в Великой Отечественной войне 1941—1945 гг.» (9 мая 1945[3])
- Юбилейная медаль «Двадцать лет Победы в Великой Отечественной войне 1941—1945 гг.» (7 мая 1965[4])
- Юбилейная медаль «Тридцать лет Победы в Великой Отечественной войне 1941—1945 гг.»[5]
- Медаль «Сорок лет Победы в Великой Отечественной войне 1941-1945 гг.»[6]
- Медаль Жукова (1994)
- Юбилейная медаль «50 лет Победы в Великой Отечественной войне 1941—1945 гг.»[7]
- Юбилейная медаль «60 лет Победы в Великой Отечественной войне 1941—1945»
- Медаль «Ветеран труда»
- Медаль «30 лет Советской Армии и Флота»[8]
- Юбилейная медаль «40 лет Вооружённых Сил СССР»[9]
- Юбилейная медаль «50 лет Вооружённых Сил СССР» (26 декабря 1967[10])
- Юбилейная медаль «60 лет Вооружённых Сил СССР»
- Юбилейная медаль «70 лет Вооружённых Сил СССР» (28 января 1988[11])
- Знак «Гвардия»
- Знак МО СССР «25 лет Победы в Великой Отечественной войне» (24 апреля 1970)

## Память
- На могиле установлен надгробный памятник.
- Его имя увековечено в Главном Храме Вооружённых сил России, и навсегда запечатлено на мемориале «Дорога памяти»
- В селе Шугурово на здании школы установлена мемориальная доска. Каждый год в районе проходят соревнования по волейболу в честь Героя Социалистического Труда Николая Васильевича Камаева.